# St. Peter und Paul (Marburg)

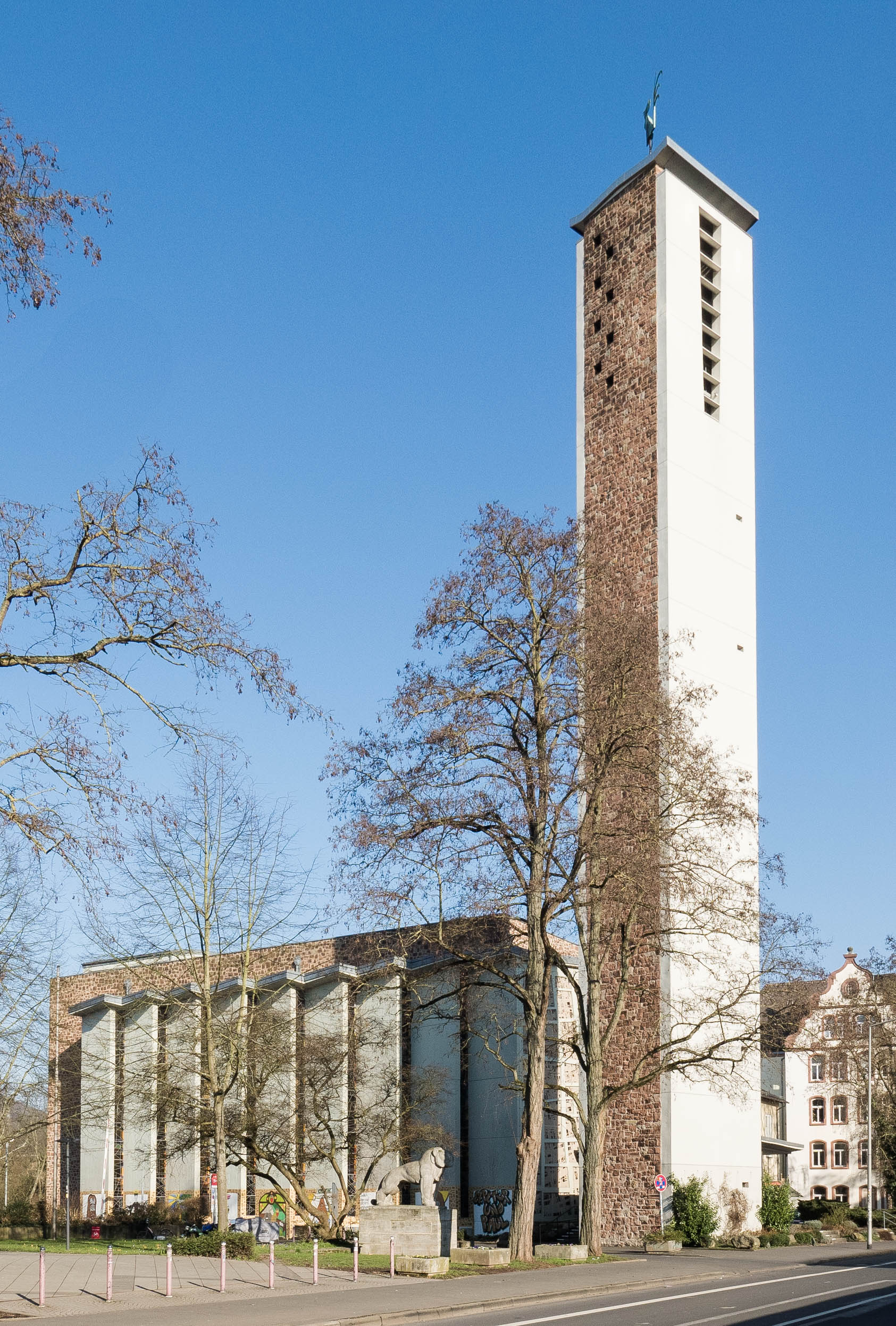
St. Peter und Paul, Außenansicht von Osten

Die Kirche St. Peter und Paul ist eine katholische Kirche in Marburg.
Die Kirche befindet sich in einer zentralen Lage in Marburg im sogenannten Biegenviertel zwischen dem Hörsaalgebäude der Universität Marburg und der Stadthalle (Erwin-Piscator-Haus). Durch den angrenzenden neu entstehenden Universitäts-Campus rückt sie weiter in den Mittelpunkt des durch Studenten geprägten städtischen Lebens von Marburg.
Sie wurde als Betonkirche mit einem kubusförmigen Grundriss und separat stehendem Glockenturm nach Plänen der Stuttgarter Architekten Otto Linder und Erwin Lenz in den Jahren 1957 bis 1959 errichtet.

## Geschichte
Die Idee, eine zweite katholische Kirche neben St. Johannes („Kugelkirche“) zu erbauen, reicht bis in die Anfänge des 20. Jahrhunderts zurück. Bereits 1904 erwarb die katholische Kirchengemeinde Marburg mit dem damaligen Pfarrer Konrad Weber ein Grundstück in der Biegenstraße. Die dafür angesparten eine Million Goldmark gingen im Ersten Weltkrieg und der anschließenden Inflation verloren. Erst die Folgen des Zweiten Weltkriegs mit der Vertreibung von Millionen Menschen und die ansteigende Zahl der Marburger Katholiken bis auf 20.000 ließen jetzt wieder einen Kirchenneubau in den Vordergrund rücken.
1952/1953 erfolgte der Neubau eines Gemeindehauses mit Gemeindesaal als Gottesdienstraum auf dem bereits vorhandenen Gelände in der Biegenstraße. Von 1955 bis 1957 fanden Vorarbeiten und Gespräche mit diversen Architekten und Sponsoren zur Planung der neuen Kirche durch Dechant Nüdling und Pfarrer Rützel statt. Im August 1957 lehnten Bischof Adolf Bolte und Domkapitular Eduard Schick den vom Marburger Magistrat gewünschten Bau im neugotischen oder barocken Stil ab und setzen sich mit ihrer Vorstellung von einer zeitgemäßen modernen Kirche durch.
Am 8. September 1957 erfolgte der Spatenstich, im 750. Geburtsjahr der Hl. Elisabeth, durch Josef Kardinal Frings und die Bischöfe Bolte und Schick. 1957/1958 war wegen einer schwierigen Fundamentierung eine Pfahlgründung mit 99 Pfählen erforderlich. Am 22. Juni 1958 erfolgte die Grundsteinlegung durch Bischof Eduard Schick und den Cartellverband der katholischen deutschen Studentenverbindungen (CV), der einen Teil der Kosten übernommen hatte. Am 6. und 7. Juni 1959 fand die Kirchweihe durch Bischof Adolf Bolte mit Salbung und Versenkung der Reliquien der Heiligen Bonifatius und Sturmius in den Altar statt. Am 15. November 1959 wurde die Gemeinde St. Peter und Paul zur Pfarrei erhoben.

## Grundriss

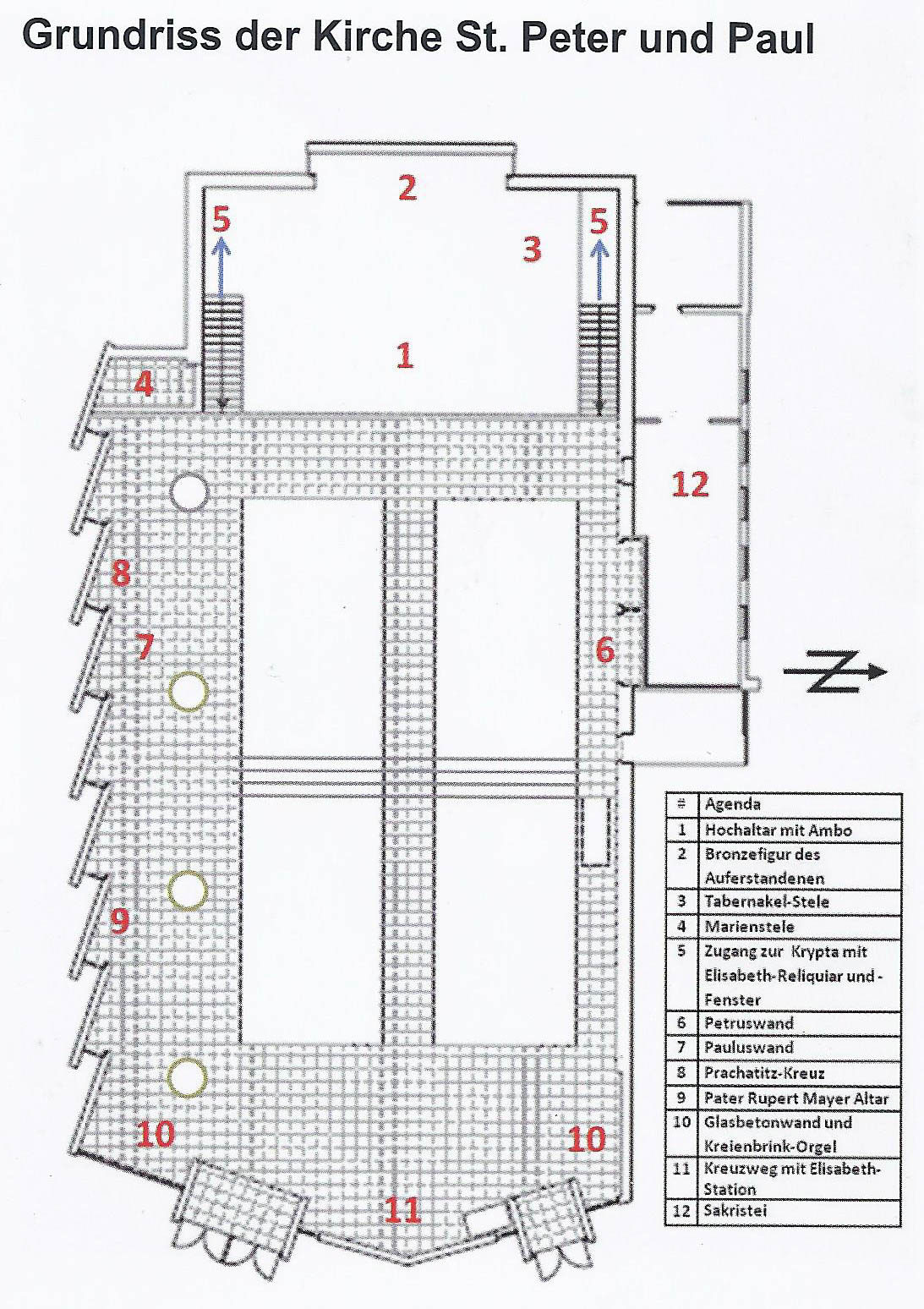
St. Peter und Paul, Grundriss

Die kubusförmige Gestalt des Kirchenraums bildet eine rechteckige ca. 42 Meter lange und 15 Meter hohe Halle, der sich ein durch vier Rundstützen getragenes Seitenschiff anschließt. Einer Lichtwand auf der Südseite mit fächerförmig angeordneten Fenstern steht auf der Nordseite eine massive Bruchsteinwand aus rotem Buntsandstein gegenüber. Die Ostwand im keilförmig angeordneten Eingangsbereich besteht nahezu vollständig aus einem farbig gestalteten Glasbetonbild. Der Chorbereich hat einen ausgestellten zentralen Mittelteil, der durch zwei Fensterbänder Anschluss an die seitlichen Wandelemente der Westseite findet.
Zwei Treppenabgänge neben dem Chorbereich führen zu einer Krypta.
An die Nordseite schließen sich die Räume der Sakristei an.

## Kirchenäußeres

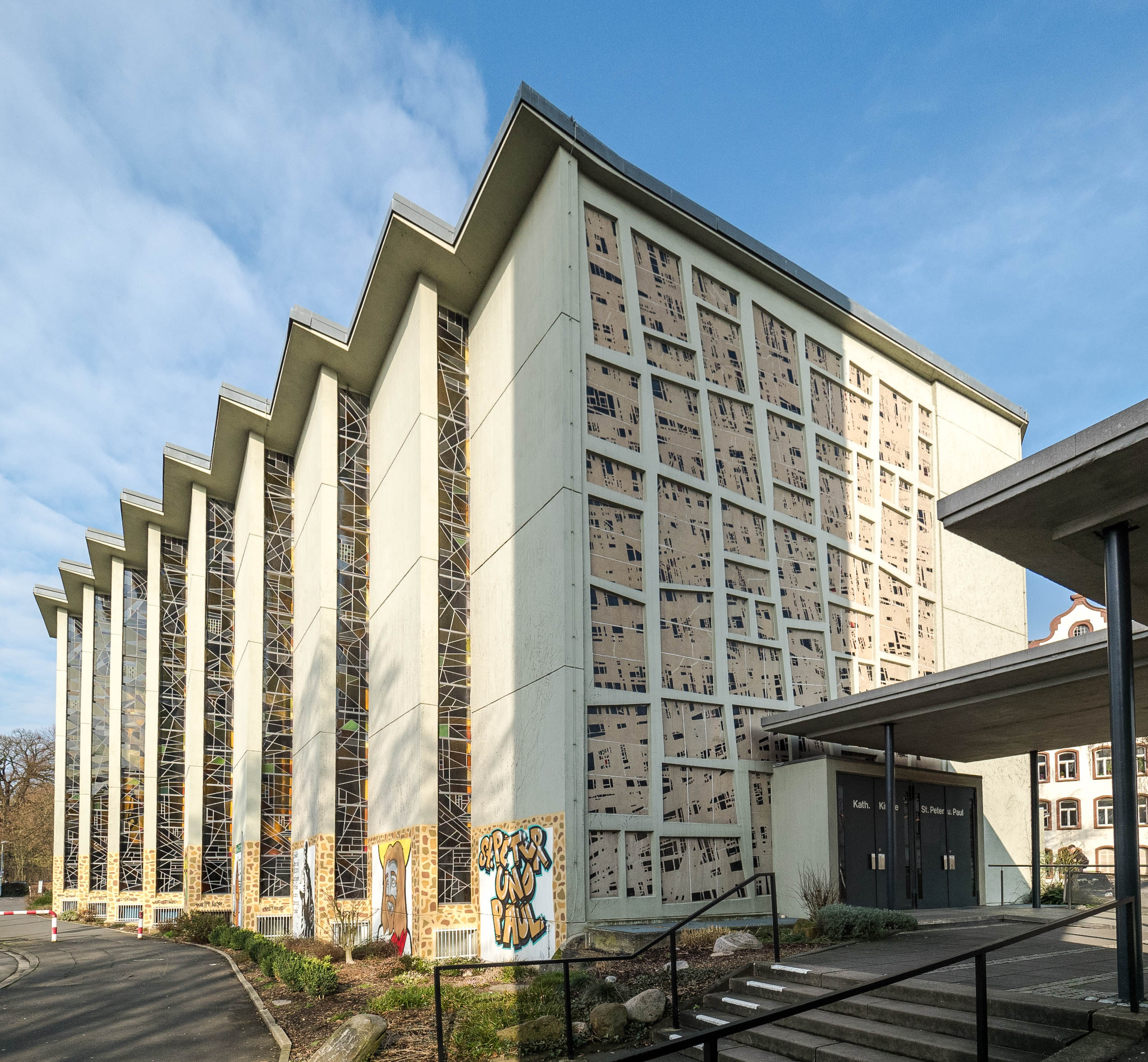
St. Peter und Paul, Außenansicht von Osten

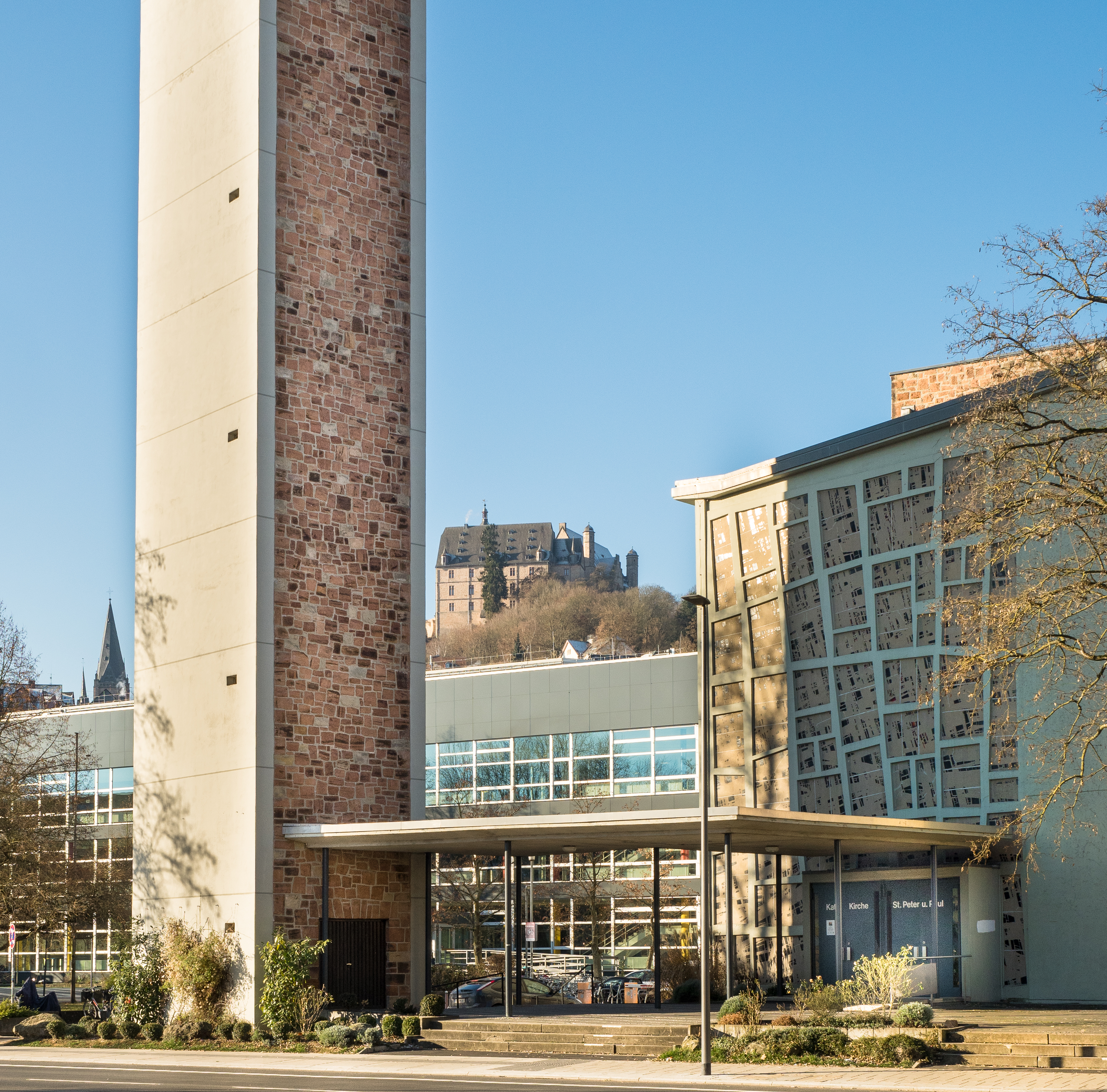
St. Peter und Paul (Marburg), Kirche und Schloss

Die Außenfassaden des längsrechteckigen Kubus sind durch Beton und Glas geprägt. Durch die Gestaltung mit traditionellem Buntsandstein am Turm und im Chorbereich wird den Materialien ihre Strenge genommen und zugleich eine Brücke zum umgebenden Stadtbild geschaffen. Die fächerförmige Fensteranordnung an der Südseite und der keilförmigen Eingangsbereich im Osten durchbrechen die lineare Anordnung der Außenwände. Der von unten als Flachdach erscheinende obere Abschluss besitzt über dem Hauptschiff ein Schrägdach und eine Lichttone im Chorbereich.
Eine markante Sichtmarke bildet der 42 Meter hohe mit einem Hahn aus Kupfer versehene Glockenturm. Er steht wie ein italienischer Campanile separat, ist aber zugleich durch ein pfeilergestütztes, den Eingangsbereich schützendes Vordach mit dem Kirchenschiff verbunden. Zwei seiner Außenseiten sind mit Buntsandstein überzogen. Ihr warmer, roter Farbton stellt eine materialübergreifende Verbindung zu dem in Sichtweite befindlichen Marburger Schloss her.
Eine dreiseitige Treppenanlage führt auf den erhöhten Vorplatz zu den beiden schlichten, mit Stahlblech überzogenen Eingangsportalen. Rechts an die Kirche angefügt waren das Gemeindehaus und der katholische Kindergarten, die sich seit 2022 im Neubau befinden.

## Innenraum
Der Innenraum zeigt sich dem Besucher als offener Saal mit einer klaren Raumstruktur, geprägt durch die indirekte, seitliche Lichtführung, die eine nahezu mystische Stimmung erzeugt. Beim Betreten der Kirche sind keine Fenster sichtbar. Das Licht fällt vor allem durch die fächerförmig angeordneten Fenster des Seitenschiffs nach vorn in Richtung des erhöhten Chorbereichs. Seitliche Fensterbänder links und rechts der Altarwand und das umlaufende Fensterband in der Lichttonne im Deckenbereich unterstützen diesen Effekt. Das Glas hat der Marburger Künstler Erhardt Klonk entworfen. Die Ostseite ist bestimmt durch ein nur durch die Wand hinter der Orgel unterbrochenes Glasbetonfenster, geschaffen von Rudolf Haegele aus Aalen. Im Kontrast dazu zeigt sich die mächtige 15 Meter hohe Bruchsteinwand im Norden ohne Fensteröffnung oder Gliederung, lediglich unterbrochen durch die Türen zu Sakristei und Beichtstühlen. Ihre Buntsandsteinstruktur findet auf den beiden Seiten im Chorbereich und als umlaufendes Band unter der hellen Flachdecke aus Homaton eine Fortsetzung. Der warme Farbton des Steins setzt sich von der grau-schwarzen Schieferfarbe des Bodens und dem grauweißen Farbton der Wände ab.
Auf der linken Seite führt eine Treppe zur Orgelempore an der Ostseite über dem Eingangsbereich.

## Ausstattung
Den Chorbereich dominiert die 7 Meter hohe Bronzeplastik des auferstandenen Christus von Hermann Tomada aus Darmstadt. Durch die abstrahierende Darstellungsweise scheint die tonnenschwere Gestalt über dem sarkophagähnlichen mächtigen Altarblock nach oben zu schweben.
Der Ambo ist wie der Altar aus geschliffenem und poliertem, dunklem Muschelkalk gefertigt.
Die Marienstele neben dem Chorbereich wurde vom Schweinfurter Bildhauer Heinrich Söller aus einem Block aus weißem Sandstein gehauen. Die zur Seite geneigte Gestalt Mariens verbindet das im Zentrum auf ihrem Schoß sitzende Jesuskind mit den Angehörigen einer Familie.
Die Sakramentstele aus behauenem Muschelkalk vom Marburger Bildhauer Johannes Schönert enthält eine Tabernakeltür aus Bronze, besetzt mit Bergkristallen und einem Rosenquarz in der Mitte. Ihre nach innen gewölbten, abgerundeten Vertiefungen öffnen sich nach allen Seiten und betonen ihre vertikale Ausrichtung.
Ein Kreuz aus Prachatitz in Böhmen, gestiftet von einer aus dem Sudetenland nach dem Zweiten Weltkrieg geflohenen Familie, hängt an der südlichen Seitenwand.
Der Kreuzweg im Eingangsbereich zwischen den Portalen wurde von Heinrich Söller aus Betonguss als zusammenhängendes Relief gestaltet. Eine zusätzliche letzte Station nimmt Bezug auf das Auferstehungsgeschehen Christi: Das Grab ist leer. Als weitere Besonderheit wird in einer Szene eine Armenspeisung durch die Hl. Elisabeth dargestellt.
An der Südseite steht ein Altar zum Gedenken an den Jesuitenpater Rupert Mayer (1876–1945), einer Leitfigur des katholischen Widerstandes gegen den Nationalsozialismus. Das Kunstwerk wurde vom Cartellverband Katholischer Deutscher Studentenverbindungen (CV) gestiftet und vom bayerischen Bildhauer Leopold Hafner (1930–2015) aus Aicha vorm Wald geschaffen.
Unter der Orgelempore befindet sich der Taufstein vom Mainzer Bildhauer Heinz Hemmrich.
Die Orgel stammt aus der Werkstatt von Matthias Kreienbrink aus Osnabrück. Sie entstand 1962 mit 21 Registern und wurde 1978 auf 35 Register erweitert. Ein Schwellwerk mit zehn weiteren Registern ist im Spieltisch und als Gehäusekasten angelegt, wurde aber nie ausgeführt.
Die Ostseite hinter der Orgelempore wird nahezu vollständig durch eine Glasbetonwand des Künstlers Rudolf Haegele eingenommen. Die in geometrischen Formen angeordneten Glaselemente stellen in ihren vielfältigen Farben symbolisch das Pfingstgeheimnis mit der Erleuchtung der Jünger durch den Heiligen Geist dar.

## Krypta
Die Treppenabgänge rechts und links neben dem Altar führen in die Krypta, die der heiligen Elisabeth geweiht ist. Der Raum wird von vier Pfeilern gestützt; diese stehen symbolisch für die vier Evangelisten. Im Zentrum der Krypta steht ein schlichter Altar aus Buntsandstein. In der Altarplatte sind die Reliquien des heiligen Bonifatius (Patron der Diözese) und der heiligen Flora (römische Märtyrerin) eingelassen.
Die Krypta wird durch eine Fensterreihe aus Glasbeton erhellt, entworfen und ausgeführt durch Rudolf Haegele. Die Fenster berichten aus dem Leben der Heiligen Elisabeth. In der Mitte findet sich die Heilige mit der Marburger Grabeskirche in der linken Hand. In den anderen Fenstern sind die sieben Werke der Barmherzigkeit zu sehen: Hungernde speisen, Dürstende tränken, Nackte bekleiden, Fremde und Obdachlose aufnehmen, Gefangene befreien, Kranke pflegen und Tote begraben.
Im Sockel des Altars befindet sich in einer Nische ein Elisabethreliquiar. Es enthält einen Knochenpartikel der Heiligen, der vom damaligen Wiener Erzbischof anlässlich der Kircheneinweihung an St. Peter und Paul geschenkt wurde sowie ein Saumstück ihres Tertiarengewandes (aus Oberwalluf, Rheingau). Reliquiar und Altarkreuz mit den beiden Leuchtern sind Arbeiten von Schwester Lioba Munz, OSB, aus Fulda.

## Liturgie und Kirchenraum
Der von Otto Linder als Wegekirche konzipierte Raum empfängt den Besucher im niedrigen Eingangsbereich unter der Orgelempore mit dem Kreuzweg im Rücken. Er kann für die Unvollkommenheiten und Beschwernisse des irdischen Lebens stehen. Der Taufstein als Symbol für den Beginn eines Lebens im Glauben eröffnet den Weg durch die Kirche mit Blick auf die Plastik des auferstandenen Christus als Ziel. Getragen wird der Raum durch die Bruchsteinwand zur Rechten als Symbol für den Apostel Petrus und die Kirche als Institution und Gemeinschaft der Gläubigen. Die Fensterreihe zur Linken steht mit ihrer Lichtführung in Richtung des Chorbereichs für den Apostel Paulus als Botschafter des Glaubens. Mit diesen beiden Seiten haben die Architekten das Patrozinium der Kirche in die Bausprache des Raumes umgesetzt. Das linke Seitenschiff wird durch vier Rundstützen, die als Symbole für die vier Evangelisten stehen, gestützt und führt zu einer Plastik neben dem Altarbereich mit Maria als Fürsprecherin und Vermittlerin zu Gott. Die Raumkonzeption und die Ausstattungsstücke ergänzen sich damit zu einer harmonischen Gesamtheit, die – typisch für Otto Linder – den Chorbereich als spirituelles Zentrum der Kirche hervorhebt.